# Тиберій (син Маврикія)
Тиберій (584/587 — 27 листопада 602) — співімператор Візантійської імперії в 595—602 роках.

## Життєпис
Син візантійського імператора Маврикія та Костянтини, доньки імператора Тиберія II. Народився між 584 та 587 роками в Константинополі. 590 року отримав титул цезаря. Втім вже в рішенні церковного синоду в Римі від 595 року Тиберія титулюється як август, тобто співімператор.
597 року Маврикій склав заповіт, за яким Тиберій мав би отримати Італію з Римом та островами в Тирренському морі з титулом імператора Заходу. Замолоду долучався до державницьких справ, часто супроводжував батька у походах та поїздках імперією. 602 року під час заколоту військовиків на чолі із Фокою разом із батьком та братами Петром, Юстином і Юстиніаном втік до Халкедону. Втім, імператор Маврикій вже не мав жодної підтримки. 27 листопада того ж року Маврикія та його синів було схоплено й страчено.